# Hải ly núi
Aplodontia rufa là một loài động vật có vú trong họ Aplodontiidae, bộ Gặm nhấm. Loài này được Rafinesque mô tả năm 1817. Đây là loài duy nhất còn sinh tồn trong họ Aplodontiidae.

## Đồng nghĩa
Cấp chi
- Apludontia  Fischer, 1830;
- Apluodontia Richardson, 1837;
- Haplodon Wagler, 1830;
- Haplodus Coues, 1877;
- Haploodon Brandt, 1855;
- Haploodus Coues, 1877;
- Haploudon Coues, 1877;
- Haploudontia Coues, 1889;
- Haploudus Coues, 1877;
- Hapludon Brandt 1855.

## Phân loài
Hiện tại có 6 phân loài của Aplodontia rufa được công nhận:
- A. r. californica (Peters, 1864) - phân bố khắp dãy núi Sierra Nevada ở Bắc California và tận cùng phía tây Nevada
- A. r. humboldtiana Taylor, 1916 - phân bố hạn chế ở bờ biển tây bắc California
- A. r. nigra Taylor, 1914 - phân bố trong vùng nhỏ ở nam Quận Mendocino, California
- A. r. pacifica Merriam, 1899 - phân bố ở bờ biển Oregon
- A. r. phaea Merriam, 1899 - được tìm thấy trong một khu vực nhỏ gần tây bắc San Francisco, California
- A. r. rainieri Merriam, 1899 - được tìm thấy ở dãy núi Cascade từ miền nam British Columbia đến bắc California
- A. r. rufa (Rafinesque, 1817) - được tìm thấy dọc bờ biển Washington, đặc biệt trên Bán đảo Olympia

## Hình ảnh

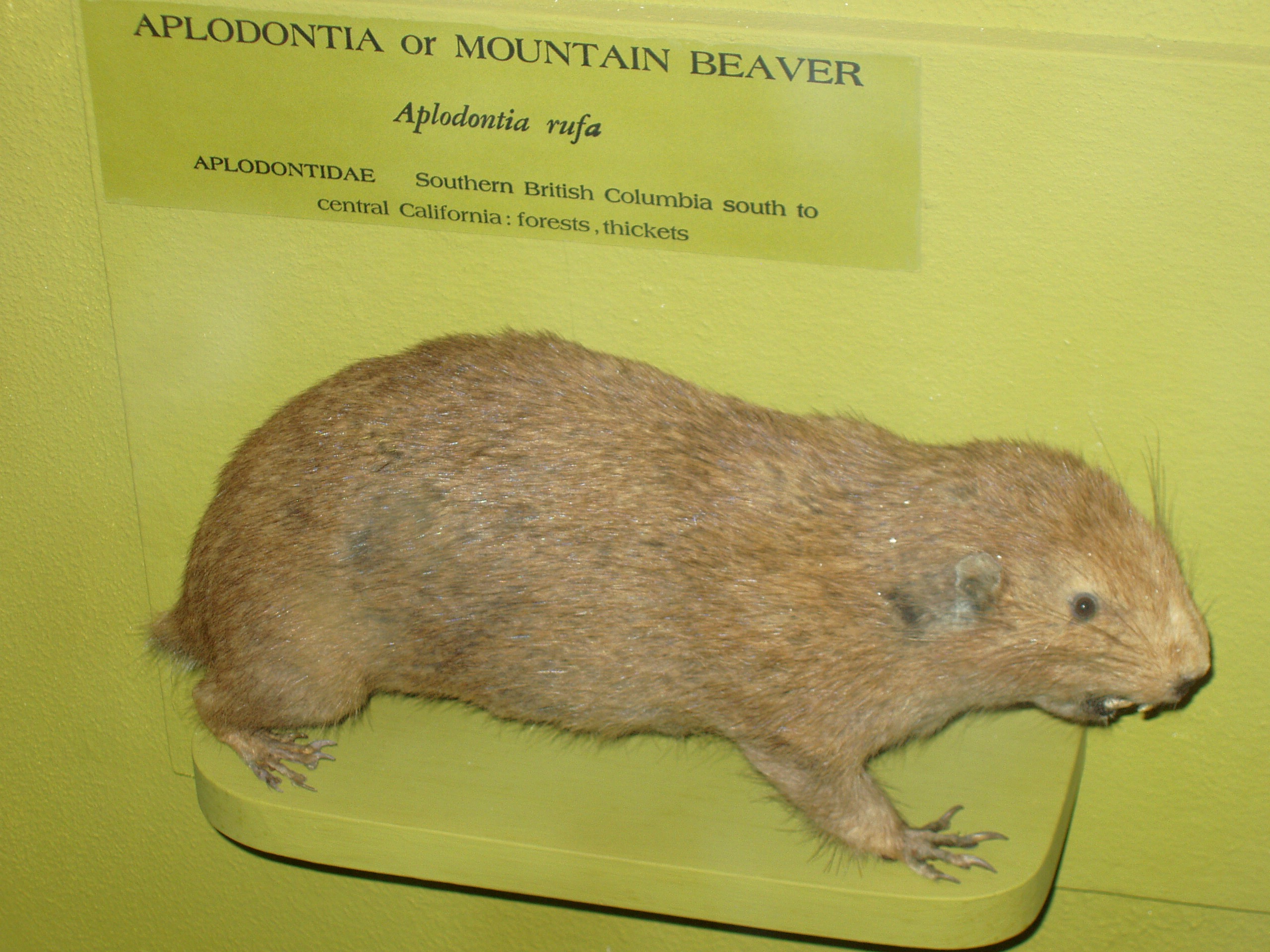
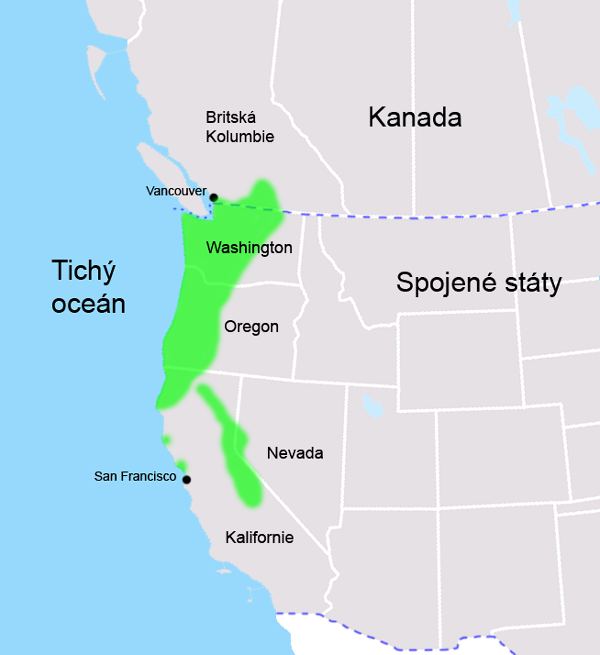
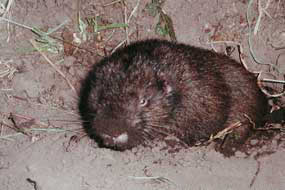
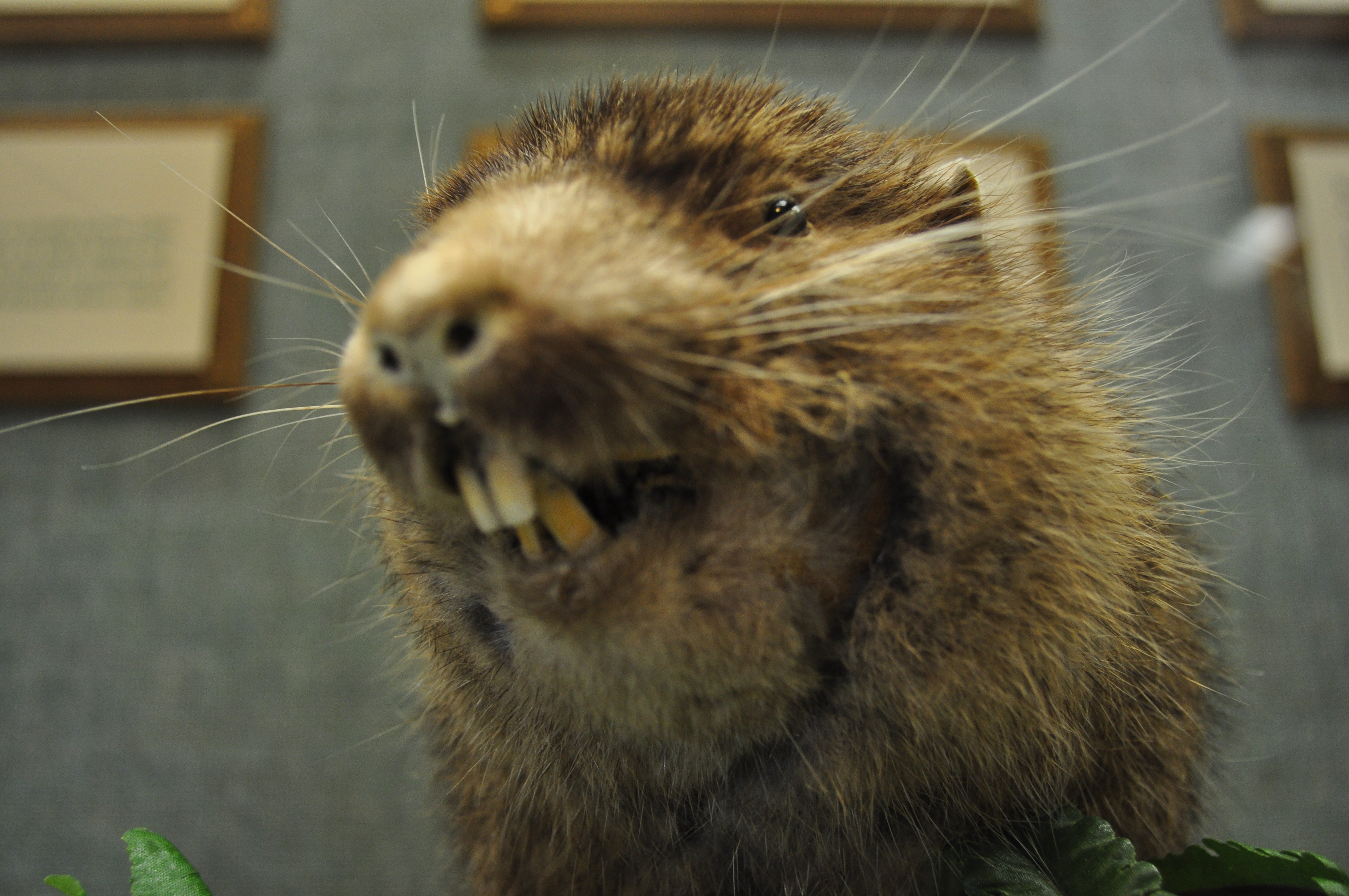